# 董明珠
董明珠（1954年8月12日—），江苏南京人，中华人民共和国企业家，现任珠海格力电器股份有限公司董事长。第十届、第十一届、第十二届、第十三届全国人大代表，第九届中国民主建国会中央常委。

## 生平
董明珠毕业于安徽省芜湖干部教育学院（现称芜湖职业技术学院）统计学专业，1975年回到南京于化工研究所任职行政管理。1990年正式离开南京前往珠海工作，加入格力空调的前身海利空调工程公司工作。1994年，格力空调成立后，董明珠任职经营部部长、副总经理、副董事长。2007年，董明珠出任珠海格力电器股份有限公司总裁；2012年5月，格力电器创始人朱江洪因年龄原因退休，卸任格力集团董事长、党委书记和总裁职位，由董明珠接任格力集团董事长一职。
董明珠在任内进行了一系列大刀阔步的改革，格力电器也迅速成为全球一流的空调制冷公司。董明珠在随后几年进行跨界发展，并在2016年5月宣布进入新能源汽车行业。2016年8月，格力电器公告收购方案，宣布以130亿元的价格发行股份收购珠海银隆合计100%股权；收购完成后，珠海银隆将成为格力电器的全资子公司。然而方案一经发布，质疑的声音不断，被投资者指责珠海银隆的估值过高、格力电器增发价太低。10月底，格力电器临时股东大会上，中小股东否决了收购银隆并募集资金的整体方案。不久，2016年10月18日，董明珠卸任珠海格力集团有限公司董事长、董事、法定代表人职务。11月11日，经珠海市国资委确认，董明珠已不再担任珠海格力集团有限公司董事长、董事、法定代表人，今后仅为格力电器的董事长兼总裁和法定代表人。
2015年，被全国妇联授予“全国三八红旗手标兵”。2019年，董明珠參與了格力电器的混改（混合所有制的改革）。

## 知名言论与事件
- 2013年12月12日，在央视财经频道主办的第十四届中国经济年度人物颁奖盛典上，小米集团董事长雷军与董明珠就发展模式展开激辩，雷军与董明珠打赌，“五年之内，如果小米的营业额能够击败格力的话，董总输我一块钱就行了”。而董明珠则回应“要赌就赌十个亿”，最终“十亿赌局”以董明珠获胜告终[10]。雷军也在小米十周年的演讲中，亲口承认了在这场赌局中自己输给了董明珠。
- 2016年6月，董明珠在其自媒体发布改编歌曲《因为爱情》（饭煲版），原歌曲词作者小柯指出其涉嫌侵权，并索赔500万人民币。事后，董明珠就此事道歉[11]。
- 2017年底針對樂視網事件，董明珠評論「我不知道賈躍亭最初是不是想騙錢，但結果就是如此，我相信帮贾跃亭的人太多太多，结果让太多人失望。」該評論獲央視財經台引用。央視財經台同日專題報導暗示，賈家的操作手法是利用境內上市公司舉債，錢抽往海外搞投資項目，在海外無法監管下可以隨意花錢，例如購買豪宅或給自己上億年薪，之後再回國以「投資失敗」做結案，打一切合法的掏空算盤。[12]
- 2019年3月3日，董明珠在央视《对话》节目中，就对中国制造业发表看法时引出了中国汽车的话题，她认为中国的汽车行业并不满意，还提到“中国的汽车有一点粗制滥造”，主要是“因为它的精度不够，没有精准的模具，就做不到那么精致，磨合、配合就有差距”。然而这一说法也引发了汽车行业人士的回怼，东风汽车董事长竺延风表示“我负责地说，中国汽车制造水平是世界水平。”而长城汽车董事长魏建军也就董明珠的言论表示“我并不认可董明珠的观点，我有自己不同的看法。中国汽车工业的制造水平已在全球处于领先地位[13]。”
- 2019年3月7日，在全国人大会议广东代表团小组会上，董明珠建议对偷窃手機和撿到手機不還的人追究刑事責任，“偷窃手机判10年，捡到手机不还判5年”[14]。此言论传出后随即引发网友热议。有律师表示“身為代表，要珍惜和合理利用人民賦予的權利，在自己擅長和精通的領域好好提建議”[15]。
- 2025年4月23日，《新京报》刊登标题为【“绝不用海归派”，董明珠“间谍言论”背离常识 |新京报快评】的报道，称4月22日在格力电器临时股东大会审议通过公司董事会换届选举的议案中，董明珠在会上扬言：“绝不用海归派，只在国内高校里培养自己的人才”“海归派里有间谍，我不知道谁是谁不是”。引发外界哗然和非议。

- 书籍《棋行天下》（花城出版社，2000年4月出版）
- 书籍《行棋无悔》（珠海出版社，2006年12月出版）
- 影视《企业突围之道》（与刘吉、刘光溪共同主讲，北京东方影音，2008年9月出版）

## 荣誉
- “2016十大经济年度人物”，主办方：新浪财经、人民日报客户端、吴晓波频道[16]
- 2017年获颁北京师范大学-香港浸会大学联合国际学院荣誉院士荣衔。[17]